# Forsowanie
Forsowanie – natarcie połączone z pokonaniem bronionej przez przeciwnika przeszkody wodnej. W znaczeniu ogólnym natarcie połączone z pokonywaniem dowolnej przeszkody innej niż wodna.
Przeszkody wodne do 50 m pokonuje się z zasady w bród, na pływających wozach bojowych, środkach desantowo-przeprawowych oraz pod wodą. Do przeprawy wojsk wykorzystuje się również mosty towarzyszące i niskowodne. Przeszkody średnie (50–150m) i szerokie (150–300m) pokonuje się z reguły na pływających wozach bojowych, środkach desantowo-przeprawowych i promach. Posiadając wystarczającą liczbę środków pontonowych, buduje się mosty pontonowe i kombinowane. Prędkość prądu wody ponad 2 m/s  uznawana jest w praktyce za uniemożliwiającą organizowanie przepraw.

## Rodzaje przepraw
- desantowa

są przeznaczone do przeprawiania jednostek zmechanizowanych i artylerii na pływających transporterach opancerzonych i samobieżnych środkach przeprawowych.
- promowa

organizuje się przede wszystkim dla czołgów, transporterów opancerzonych, dział i ciągników artyleryjskich. Do urządzenia przeprawy promowej wykorzystuje się samobieżne promy gąsienicowe, promy mostowo-przewozowe z  parku pontonowego i z miejscowych środków przeprawowych.
- mostowa

zapewniają ciągłość ruchu i mają największą przepustowość. Mosty pływające buduje się z parków pontonowych i miejscowych środków pływających, mosty kombinowane - składające się z estakad i części pływającej, mosty niskowodne i podwodne - z drewnianych lub metalowych konstrukcji na podporach stałych.
- przeprawa czołgów pod wodą

z załogami lub bez załóg. Czołgi  wyposażone są w  sprzęt umożliwiający załogom przebywanie pod wodą. Przeprawiające się po dnie czołgi mogą holować działa, moździerze i samochody z odpowiednim obciążeniem.

## Rodzaje forsowania
- z marszu (gdy przeciwnik nie zdążył umocnić się na brzegu)

jest podstawowym sposobem pokonywania przeszkód wodnych. Przeszkodę wodną forsuje się w takim ugrupowaniu, w jakim prowadzono natarcie. Jego istota polega na rozbiciu sił głównych przeciwnika na podejściach do przeszkody, rażeniu odwodów i niedopuszczenie do zorganizowanego zajęcia obrony za przeszkodą wodną, szybkim podejściu do niej nacierających wojsk na szerokim froncie, pokonaniu jej bez zatrzymywania i rozwinięciu natarcia na przeciwległym brzegu. Aby uprzedzić przeciwnika w podejściu do przeszkody wodnej i zdobyciu mostów, dogodnych odcinków do forsowania i przyczółków z pierwszorzutowych jednostek wysyła się oddziały wydzielone. Wspierać oddziały nacierające może taktyczny desant śmigłowcowy.
- przygotowane (gdy forsowanie z marszu nie powiodło się)
- skryte (połączone z przenikaniem, wykonywane przez spieszone pododdziały)
- demonstracyjne[1]

niezależnie od forsowania na głównym kierunku natarcia, organizowane siłami wydzielonymi, w ramach maskowania operacyjnego, forsowanie na innych kierunkach w celu odwrócenie uwagi przeciwnika od forsowania zasadniczego.
- pozorne

mają one na celu pozorowanie przeprawy rzeczywistej, organizowanej w innym miejscu. Pozorną przeprawę desantową urządzają pododdziały pontonowe w strefach swojej odpowiedzialności z etatowych mostów pozornych lub pododdziały maskowania szczebla operacyjnego z wykorzystaniem odbijaczy kątowych i środków podręcznych. Do pozorowania ruchu wojsk na przeprawie pozornej wyznacza się pododdziały w sile 1/3 rzeczywistego składu bojowego.

## Etapy forsowania
- uchwycenie przeciwległego brzegu
- opanowanie przyczółka
- umocnienie przyczółka